# 경멸 (1963년 영화)
《경멸》(Le Mépris)는 장뤼크 고다르의 1963년 드라마 영화이다.

## 줄거리
미국인 영화 제작자 제레미 프로코슈는 호머의 오디세이를 영화화하기 위해 오스트리아 감독 프리츠 랑을 고용한다. 랑의 예술적인 접근에 만족하지 못한 그는 각본을 다시 쓰기 위해 폴 자발을 고용한다.

## 출연

### 주연
- 브리지트 바르도
- 미첼 피콜리

### 조연
- 잭 팰런스
- 조지아 몰
- 프리츠 랑

## 기타
- 원작자: 알베르토 모라비아